# Garwolin
Garwolin (IPA: gar'vɔlin) ist eine Stadt in Polen in der Woiwodschaft Masowien südöstlich von Warschau.

## Geschichte
Die Ursprünge der Stadt gehen wahrscheinlich auf den Anfang der Zeitrechnung zurück. Die erste urkundliche Erwähnung erfolgte aber erst 1386. Der Besitzer war der spätere Wojewode von Masowien Andrzej Ciołek. Als er starb, ging die Siedlung in den Besitz seines Sohnes Wigand über. Das Stadtrecht erhielt der Ort um 1408, das genaue Datum ist umstritten. Am 20. Juli 1423 wurde das Recht erneut vergeben, obwohl der Ort vermutlich bereits eine Stadt war. Im 16. Jahrhundert gab es im Ort eine Brauerei, die ein sehr beliebtes Bier braute. Die Stadt betrieb während dieser Zeit Handel mit Schlesien und Mähren und war dabei ein wichtiges Handelszentrum für den Norden. Der Pfarrer war in dieser Zeit Kasper Sadłoch, der die erste Brücke in Warschau über die Weichsel baute. Wichtig für den Handel war das Recht von Garwolin einen wöchentlichen Markt und einen Jahrmarkt abhalten zu dürfen. In der zweiten Hälfte des 16. Jahrhunderts gab es 160 Häuser. Der Handwerkszunft gehörten 230 Handwerker an, hauptsächlich Bierbrauer, aber auch Schuhmacher, Bäcker, Schneider, Schmiede u. a. Zu Beginn des 17. Jahrhunderts arbeiteten bereits 262 Handwerker im Ort, davon 160 Brauer. Der Angriff der Schweden und der Dreißigjährige Krieg zerstörten Garwolin zu einem großen Teil. 1660 gab es nur noch 50 Häuser. Während der Teilung Polens war die Stadt zuerst unter österreichischer und 1815 unter russischer Herrschaft.
Im 19. Jahrhundert belebte sich die Wirtschaft der Stadt wieder. Wesentlicher Grund war der Bau einer Straße nach Lublin. Auch die Anbindung an das Schienennetz zwischen Warschau und Lublin war für Garwolin ein wichtiger Wirtschaftsfaktor. 1862 lebten 2.125 Menschen in der Stadt, davon 717 Juden und nur 12 Deutsche. 1881 waren es 14.671 Menschen.
Während des Ersten Weltkrieges gab es in der Stadt einen geheimen Stützpunkt der polnischen Armee.
In den 1930er Jahren zählte die Zunft der Kürschner 196 Meister und 800 Gesellen.
Durch die Bombardierungen der Deutschen 1939 und 1944 wurde der Ort zu über 70 Prozent zerstört. Die Bevölkerung war stark dezimiert und fast alle Juden waren hingerichtet oder verschleppt worden.
In der Zeit des Sozialismus wurde durch die Behinderung der Privatwirtschaft das Handwerk in seiner Entwicklung behindert.
Als 1983 die Kreuze aus der Landwirtschaftsschule entfernt werden sollten, protestierte das Kollegium und nach ein paar Monaten „Kampf um das Kreuz“ durften die Kreuze in die Schule zurückkehren. Diese Aktion erregte sowohl in Polen als auch international Interesse.
1975 verlor Garwolin durch eine Verwaltungsreform den Sitz als Powiat. Mit einer erneuten Reform 1999 wurde die Stadt wieder Sitz eines eigenen Powiats innerhalb der Woiwodschaft Masowien.

## Landgemeinde
Zur Landgemeinde Garwolin gehören 27 Ortschaften mit einem Schulzenamt:
Budy Uśniackie
Czyszkówek
Ewelin
Górki
Izdebnik
Jagodne
Krystyna
Lucin-Natalia
Miętne
Niecieplin
Nowy Puznów
Parcele-Rębków
Rębków
Ruda Talubska
Sławiny
Stara Huta
Stary Puznów
Stoczek
Sulbiny
Taluba-Feliksin
Unin-Kolonia
Uśniaki
Wilkowyja
Władysławów
Wola Rębkowska
Wola Władysławowska
Zakącie
Weitere Orte der Landgemeinde sind Henryczyn, Huta Garwolińska, Marianów und Siedem Mórg.

## Partnerstädte
Mit Fürstenau in Niedersachsen wurde 2004 ein Freundschaftsvertrag geschlossen.

## Söhne und Töchter
- Tadeusz Zadrożny (* 1939), Radrennfahrer
- Jacek Pyl (* 1962), Weihbischof in Odessa-Simferopol

## Einzelnachweise

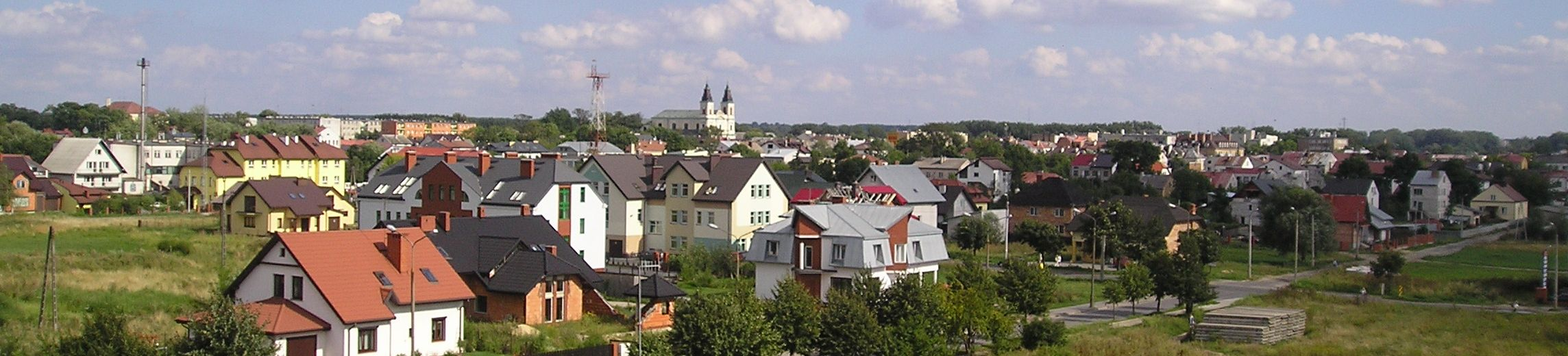
Panorama von Garwolin